# New Sensations
New Sensations é uma produtora de filmes pornográficos americana. É uma controladora e produtora-irmã da Digital Sin. A NS foi fundada em 1993 por Scott Taylor. Em 2006, foi descrita pela Reuters como um dos poucos estúdios que dominam a indústria da pornografia nos Estados Unidos. Os primeiros filmes que foram produzidos foram da série Video Virgins, que decorreu de 1993 até 1998.
O estúdio tem alguns lançamentos de versões pornôs populares na média incluindo The X-Files, Scrubs, That 70's Show, The Office e 30 Rock.

## Prêmios
- 1995: AVN Award - Best Amateur Series - Video Virgins[3]
- 2000 AVN Award - Best All-Girl Release - The Four Finger Club 2[3]
- 2001: AVN Award - Best Special Effects - Intimate Expressions[3]
- 2001: AVN Award - Best Video Feature - Dark Angels[3]
- 2001: AVN Award - Best Videography - Jake Jacobs & Nic Andrews - Dark Angels[3]
- 2004: AVN Award - Best Solo Sex Scene - Brook Ballentyne em Screaming Orgasms 11[3]
- 2005: AVN Award - Best Foreign All-Sex Series - Pleasures of the Flesh[3]
- 2005: AVN Award - Best Three-Way Sex Scene - Dani Woodward, Kurt Lockwood - Erotic Stories: Lovers & Cheaters[3]
- 2006: AVN Award - Best Videography - Nic Andrews - Dark Angels 2: Bloodline[3]
- 2008: AVN Award - Best Big Bust Series - Big Natural Breasts[4]
- 2009: AVN Award - Best New Series - Ashlynn Goes to College[5]
- 2009: AVN Award - Best Continuing Series - Ashlynn Goes to College[5]
- 2009: AVN Award - Best Vignette Series - Cheating Wives Tales[5]

## Digital Sin
Digital Sin foi fundada por Scott Taylor em 1999. A empresa originalmente licenciava filmes de outros estúdios para CD-ROMs e DVDs, porém agora libera conteúdo produzido pela New Sensations. A Digital lançou um DVD interativo chamado Groupie Luv, que incluiu os rappers 50 Cent e Lloyd Banks.

### Prêmios
- 2003: XRCO Award - Best Girl-Girl Scene - Jenna Jameson & Carmen Luvana em My Plaything: Jenna Jameson 2[7]
- 2004: AVN Award - Best Interactive DVD - My Plaything: Jenna Jameson 2[3]
- 2005: AVN Award - Best Interactive DVD - Groupie Love[3]
- 2008: AVN Award - Best Oral-Themed Release - Face Full of Diesel[4]
- 2007: AVN Award - Best Solo Release - I Love Big Toys 2[3]
- 2007: AVN Award - Best Interracial Series - My Hot Wife Is Fucking Blackzilla
- 2009: AVN Award - Best Interactive DVD - My Plaything: Ashlynn Brooke[5]